# Wyspa Thursday
Wyspa Thursday, także: TI, Waiben – administracyjny i handlowy ośrodek Wysp w Cieśninie Torresa. Położona 39 km na północ od półwyspu Jork w stanie Queensland w Australii przy Cieśninie Torresa. Obszar wyspy wynosi około 3,5 km². Najwyższym wzniesieniem na wyspie, położonym 104 m n.p.m. jest wzgórze Milman, miejsce działań wojennych podczas II wojny światowej.

## Historia
Od tysięcy lat wyspa jest zamieszkiwana przez rdzenną ludność zasiedlającą tereny wokół Cieśniny Torresa, którzy nazwali wyspę Waiben, co znaczy „miejsce bez wody” i podkreślało niedoboru wody pitnej na wyspie. W 1877 roku rząd stanu Queensland założył na wyspie ośrodek administracyjny, który od 1883 roku stał się bazą dla ponad 200 statków zajmujących się połowem pereł.
Dochodowy przemysł związany z połowem pereł istniał na wyspie od 1885 roku, przyciągając pracowników z całej Azji, wliczając Japonię, Malezję i Indie, poszukujących dużego zarobku. Społeczność japońską stanowili po części terminowi nurkowie i wioślarze, którzy powracali do Japonii po pewnym okresie pracy, a także robotnicy mieszkający na stałe na wyspie, zajmujący się budową łodzi. Część z tych ostatnich czerpała środki finansowe z wynajmu lugrów. Przodkowie wyspiarzy z południowego Pacyfiku byli często przywożeni na wyspę wbrew ich woli (tzw. Blackbirding). Pomimo iż przemysł połowu pereł stracił swoje znaczenie, różnorodność kulturowa pozostała do dziś.
Pod koniec XIX oraz na początku XX wieku, wyspa Thursday była głównym miejscem postoju dla statków handlowych na szlaku między wschodnim wybrzeżem Australii i południowo-wschodnią Azją. Jedna z największych katastrof żeglugi handlowej na tym obszarze miała miejsce w 1890 roku, kiedy to angielski statek handlowy RMS Quetta zderzył się z rafą w Cieśninie Torresa i zatonął w ciągu 5 minut. W wyniku tego wydarzenia śmierć poniosło 130 osób. Kościół Anglikański wybudowany na wyspie zaraz po tej katastrofie został nazwany na cześć ofiar tej tragedii Katedrą Pamięci Wszystkich Dusz Statku Quetta. Obecnie kościół ten nosi nazwę Kościoła Wszystkich Dusz i Św. Bartłomieja.
Cyklon Mahina, który w 1899 roku uderzył w południowo-wschodnią część wyspy, zniszczył całą flotę zajmującą się połowem pereł, która stacjonowała na Thursday.
Z obawy przez inwazją rosyjską w wyniku pogorszonych relacji między Imperium rosyjskim i brytyjskim w 1892 roku na wyspie została wybudowana bateria wojenna w celu ochrony pobliskich obszarów. Fortyfikacja nie była używana, aż do 1927 roku, jednakże do dzisiaj pozostaje elementem historycznym wyspy.

### XX wiek

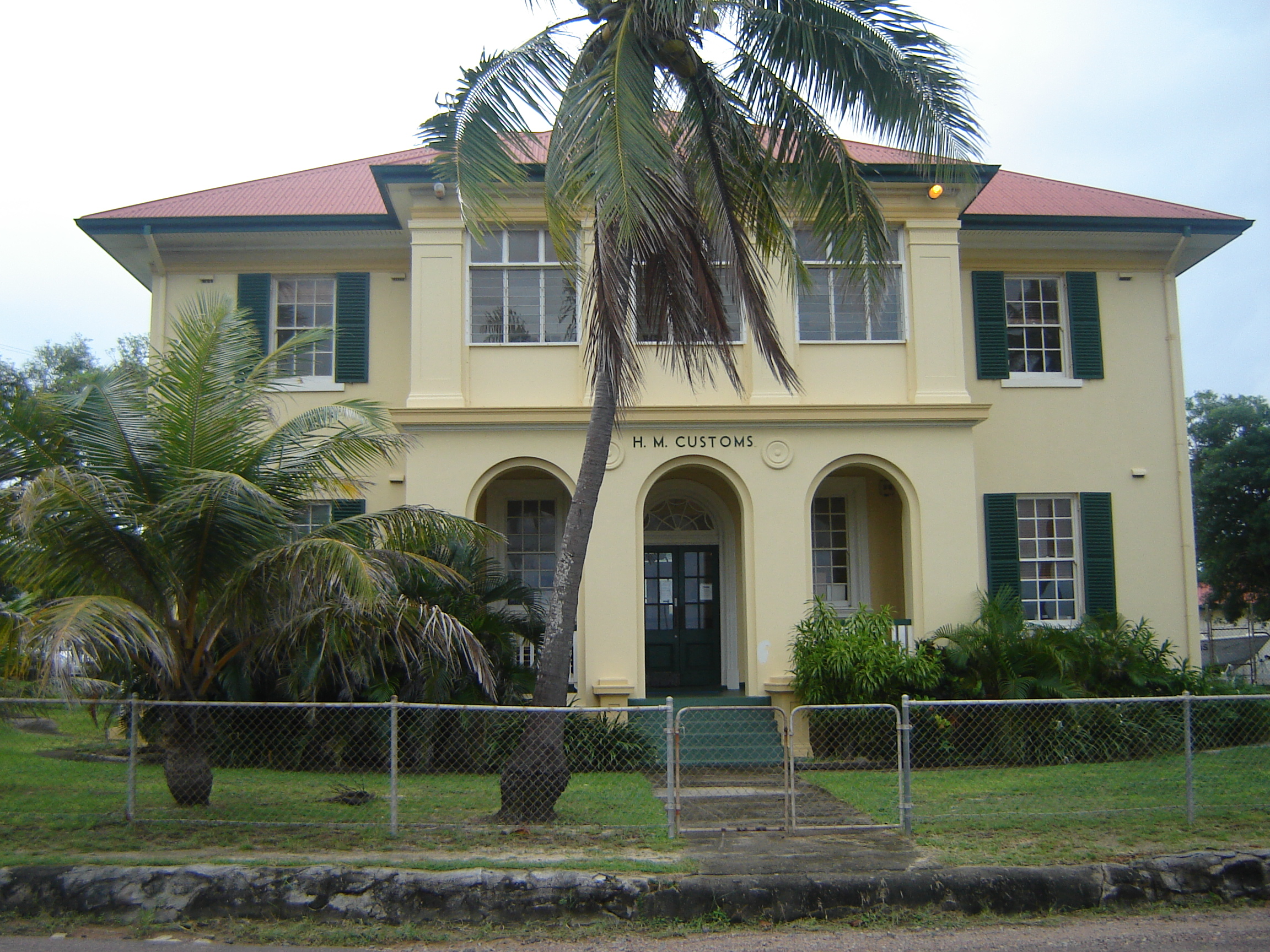
Urząd Celny na wyspie Thursday

Połów pereł stopniowo zanikał na wyspie, również podczas II Wojny Światowej, głównie z powodu konkurencji ze strony japońskiej floty. W latach 50. plastikowe guziki imitujące perły zmniejszyły w znacznym stopniu zapotrzebowanie na muszle.
Podczas II Wojny Światowej, wyspa Thursday stała się kwaterą główną dla Cieśniny Torresa i stanowiła bazę dla australijskich i amerykańskich sił zbrojnych. W styczniu 1942 roku miała miejsce ewakuacja wszystkich wyspiarzy. Japońscy mieszkańcy wyspy zostali internowani. Nie powrócili oni na wyspę nawet po zakończeniu II Wojny Światowej, co wiązało się z ich przymusową repatriacją. Wyspa nie była bombardowana podczas wojny, prawdopodobnie z powodu cmentarzy japońskich pracowników, którzy pracowali na niej przez wiele lat. Drugim powodem były obawy Japończyków spowodowane przeświadczeniem, iż na wyspie mogą nadal przebywać ich rodacy. Jednakże sąsiednia wyspa Horn była rozlegle i długotrwale bombardowana. Istniała na niej baza lotnicza, wykorzystywana przez wojska alianckie do ataku obszarów w Nowej Gwinei.
W latach 50. XX wieku, organizacja CSIRO próbowała utworzyć na wyspie farmy perły hodowlanej. Próby te zakończyły się niepowodzeniem, gdyż wiele z nich nie przetrwało choroby z lat 70. Uważa się, że perły hodowlane nie mogły się rozwijać z powodu wycieku ropy z tonącego tankowca „Oceanic Grandeur” w 1970 roku. Przemysł ten jednak nadal istnieje na wyspie. W okresie tym, próbowano również założyć na wyspie hodowlę żółwia zielonego.
Malanezyjskie podłoże wyspy Thursday stało się podstawą konfliktu w latach 70. XX wieku, kiedy to Papua-Nowa Gwinea dążyła do włączenia części wysp w Cieśniny Torresa do swojego państwa. Wyspiarze upierali się, że są Australijczykami, co było głównym argumentem ku temu, aby włączył wszystkie wyspy Cieśniny Torresa, w tym także Thursday do terytorium Australii.

## Gospodarka
Wyspa jest jednym z dwóch ośrodków dla „Pilotów Cieśniny Torresa”, prowadzonych przez kapitanów statków, którzy pilotują statki przez cieśniny oraz w drodze do Cairns. Usługa ta jest niezbędną, ponieważ nawigacja w tym obszarze jest trudna i wymaga dużych umiejętności i doświadczenia z powodu rozległego układu rafy.
Na wyspie znajduje się szpital, sądy, regionalny ośrodek wyższej edukacji oraz ośrodek dla organizacji badawczych. Ponadto wyspa Thursday jest administracyjną bazą dla lokalnych, stanowych i federalnych władz.
Wyspa tylko częściowo zaopatruje się w wodę pitną. Pozostała jej część jest przesyłana z sąsiedniej wyspy. Na Thursday istnieją również dwie turbiny wiatrowe, które zaspokajają część zapotrzebowania na elektryczność.
Strategicznie wyspa dobrze spełnia swoją rolę jako ośrodek administracyjny Australii. Utrzymuje się ona głównie przez połów ryb i pereł oraz szybko rozwijający się przemysł turystyczny.

## Klimat
Temperatura na wyspie Thursday waha się między 22 a 32 °C. Najwyższa temperatura występuje w okresie od października do kwietnia.

## Język
Kreolski cieśniny Torresa jest dominującym językiem wśród mieszkańców wyspy, zaraz przed kala lagaw ya, jednakże na Thursday używa się również języka angielskiego. Językiem miejscowym jest kaiwalgau ya (inaczej znany jako kowrareg), dialekt języka kala kagaw ya.

## Miasto
Wyspę Thursday uznaje się za najdalej na północ wysunięte miasto Australii. Jest ona administracyjnym ośrodkiem hrabstwa Torres.